# Carlos Schwabe
Pour les articles homonymes, voir Schwabe.
Émile Martin Charles Schwabe dit Carlos Schwabe, né à Altona près Hambourg en 1866 et mort à Avon en 1926, est un artiste-peintre né allemand, qui vécut à Genève dès l'âge de cinq ans, fut naturalisé suisse en 1888, et vécut en France, à Paris et à Barbizon de 1884 jusqu'à sa mort.

## Biographie
Autodidacte doué d'une sensibilité presque névrotique, il ne connaît pas de formation académique à l'exception d'un passage possible chez Barthélemy Menn et à l’École des arts industriels de Genève où il apprend à dessiner les plantes et à aiguiser son sens du décor, sous la houlette de Joseph Mittey.
Visionnaire, mystique et éminemment solitaire, il est rapidement toutefois mêlé aux cercles parisiens les plus actifs dès son installation définitive à Paris et devient l'un des plus brillants auxiliaires du « Sâr » Peladan. Il réalise la première affiche du Salon de la Rose-Croix, reproduite dans Les Maîtres de l'affiche (1895-1900). Son art du dessin et son idéalisme lui valent de devenir un illustrateur renommé : Stéphane Mallarmé, Albert Samain, Charles Baudelaire, Émile Zola dont il orne Le Rêve, Maurice Maeterlinck, José-Maria de Heredia, Pierre Louÿs, Catulle Mendès, Félicité de Lamennais, Edmond Haraucourt, Olive Schreiner, Charles Desfontaines (pseudonyme du baron Henri de Rothschild) etc. Sa conception originale de l'art de l'illustration est considérée comme une étape majeure dans l'évolution de cette discipline. L'illustration du Rêve de Zola en 1892 est un événement. Bien que suscitant une certaine incompréhension de la part de l'écrivain naturaliste, le travail de Schwabe est célébré par la presse et, sur recommandation de Zola, l'État acquiert une partie des aquarelles originales pour le Musée du Luxembourg. Au même moment, Schwabe illustre un exemplaire de l'édition de luxe des Poésies de Stéphane Mallarmé ; le poète le félicite lors d'un déjeuner pour sa compréhension de son œuvre.

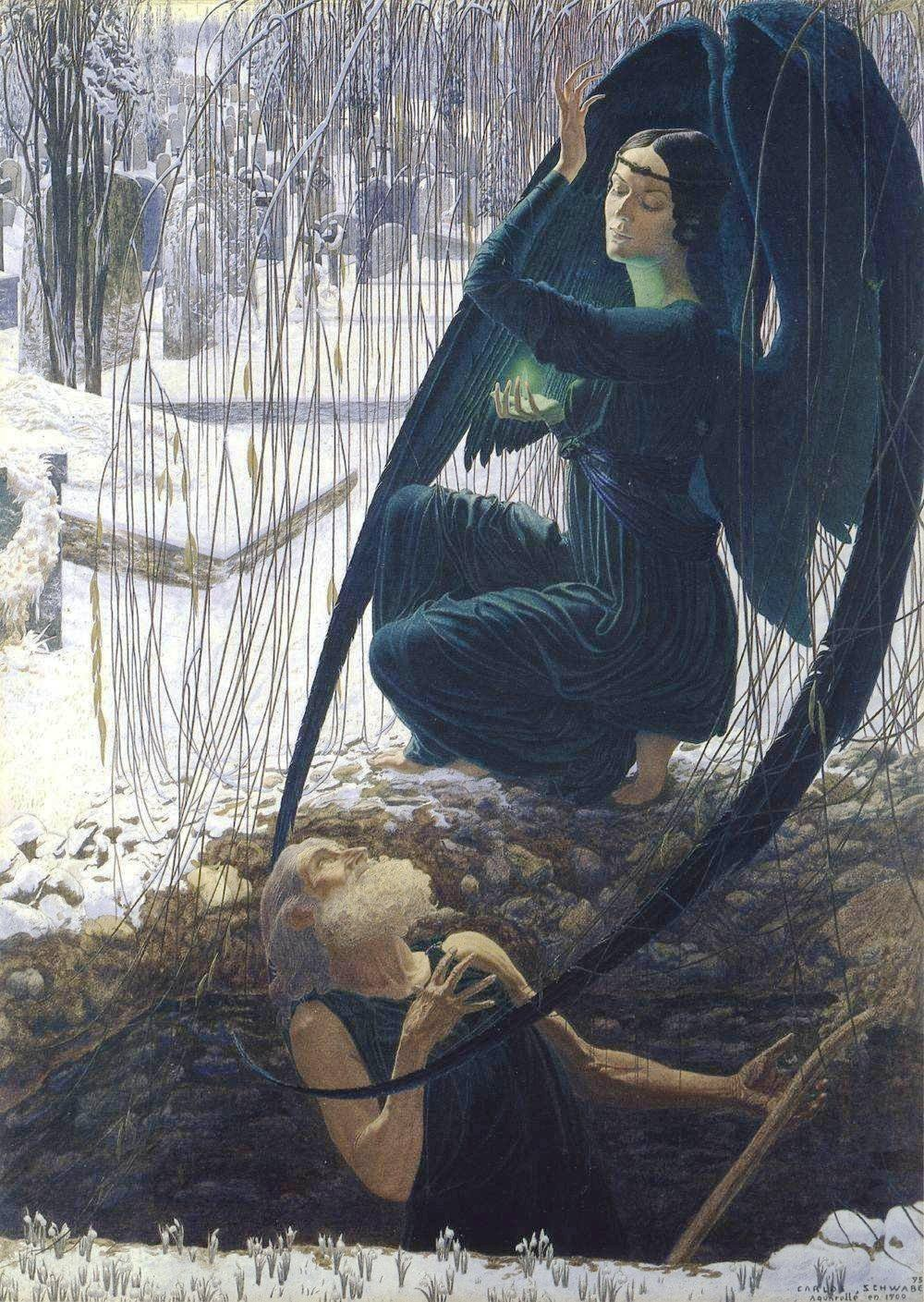
La Mort et le Fossoyeur (1900), Paris, musée d'Orsay.

Schwabe expose à partir de 1891 au Salon de la Société nationale des beaux-arts, au Salon de la Rose-Croix en 1892 et au Salon d'automne. Il expose également à la Sécession de Munich en 1893 et dans divers Salons en Belgique ainsi qu'à Genève et à Zurich, et chez le marchand Siegfried Bing. On lui décerne une médaille d'or à l'Exposition universelle de 1900 à Paris et il reçoit les insignes de chevalier de la Légion d'honneur en 1901.Il bénéficie de diverses expositions personnelles : à la Galerie des artistes modernes en 1903, la Galerie Moos à Genève en 1920 et, posthume, à la Galerie Georges Petit à Paris en 1927.
Membre de l’« Union pour l'action morale », proche du philosophe Gabriel Séailles et de Mathias Morhardt (fondateur de la Ligue des Droits de l'homme), il est un dreyfusard engagé. Il fréquente aussi les milieux occultistes et des personnalités comme Jules Bois et Édouard Schuré.
Carlos Schwabe est aussi mélomane et proche des milieux musicaux (Vincent d'Indy, Camille Erlanger) ; il est le meilleur ami du compositeur Guillaume Lekeu auquel il rend hommage après sa mort précoce à l'âge de 24 ans en 1894.
La perfection de son graphisme le situe comme un précurseur de l'Art nouveau, et comme l'un des symbolistes les plus personnels, ayant des préoccupations religieuses et sociales mais étant sensible aussi à un certain panthéisme dû à ses origines germaniques. Ces différentes directions complètent le portrait d'un artiste possédé par son idéal. On a comparé la pureté de son dessin et ses déformations expressives, en particulier durant les années 1890, à Albrecht Dürer ou à Martin Schongauer et à Mantegna. Avant 1900, son art, empreint d'un certain primitivisme, se caractérise par un trait anguleux et des visions symboliques compliquées, d'une grande perfection de facture. Après 1900, son art gagne en souplesse et devient plus charnel. Bien qu'évoluant vers un style moins marqué par le symbolisme, l'œuvre de Schwabe livre encore de nombreuses images fortes comme La Vague (Genève, musée d'Art et d'Histoire) et ses études préparatoires qui allient vision hystérique, références à l'opéra et sentiment de révolte sociale. Il faut encore citer Le Faune (1923), dans lequel l'artiste produit un autoportrait symbolique non exempt de mélancolie.

## Collections publiques
- Paris, département des arts graphiques du musée du Louvre (fonds du musée d'Orsay) :
  - La Mort et le Fossoyeur, 1895-1900, aquarelle, gouache et mine de plomb[3]
  - Le Rêve : 23 aquarelles pour l'illustration du Rêve d'Émile Zola
  - Le Tonneau de la haine, aquarelle inspirée par Charles Baudelaire.
  - Dessin pour la couverture de l'idée libre.
- Rio de Janeiro, musée des beaux-arts, Les Cloches, huile sur toile et cinq aquarelles
- Amsterdam, Van Gogh Museum, La Vierge aux lys
- Bruxelles, Musées royaux des Beaux-Arts (dépôt de Bruxelles Région, donation Gillion-Crowet), Spleen et idéal, 1907.
- Musée d'art et d'histoire de Genève : fond légué par la famille du peintre en 1927, dont La Vague, La Douleur, Le Faune , Homère aux Champs-Élysées etc. et acquisitions du musée du vivant de l'artiste et postérieurement : L'Ange de la mort, Étude pour Le Silence intérieur, Études pour La Vague, Femme à la lyre, Pelléas et Mélisande.
- Wiesbaden, Landesmuseum, Donation Ferdinand W. Neess, La Vierge aux lys (première version), Les Noces du Poète et de la Muse, Les Champs-Élysées, Les trois Sœurs aveugles.

Œuvres
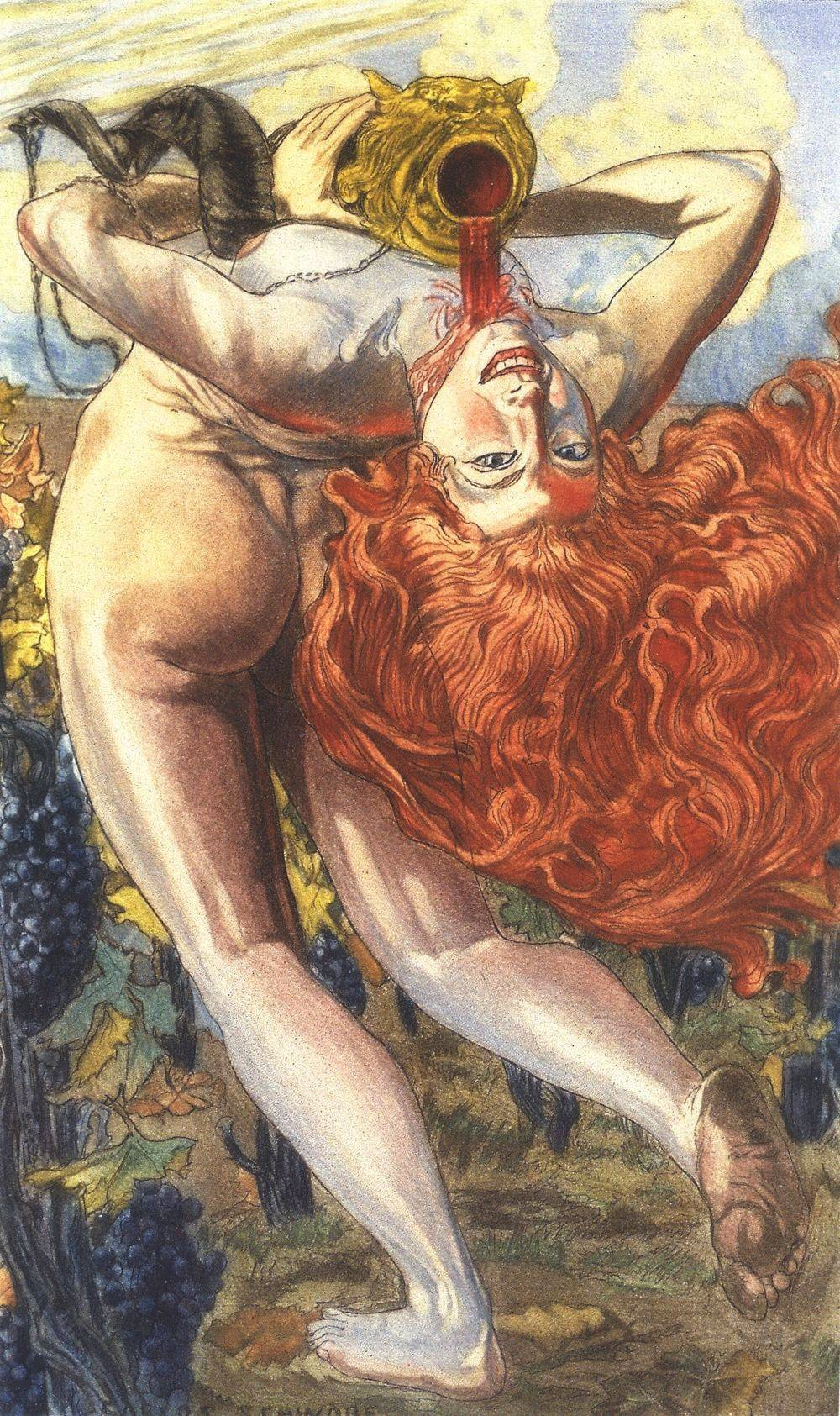
L'Âme du vin, llustration pour Les Fleurs du mal de Charles Baudelaire
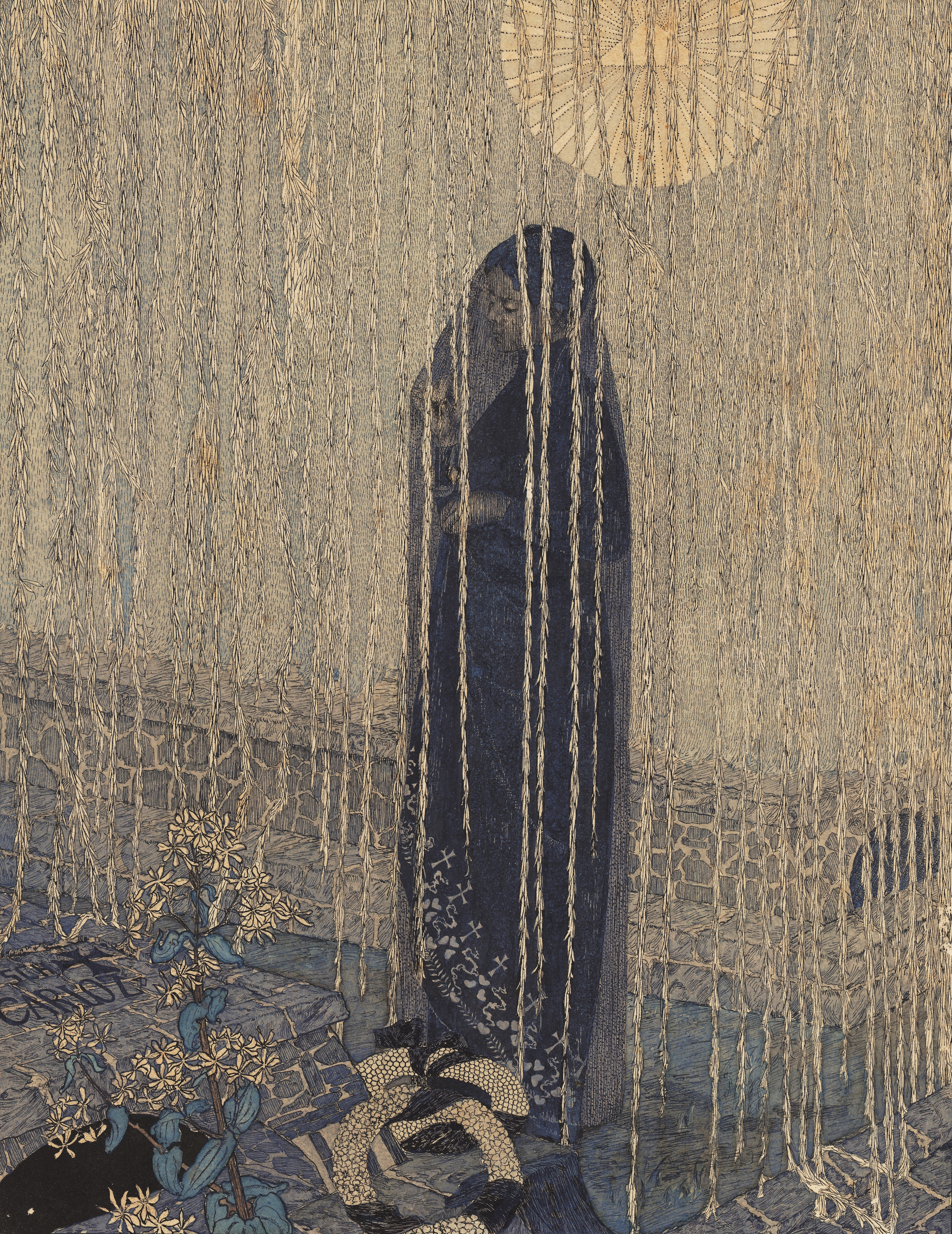
Jour de morts
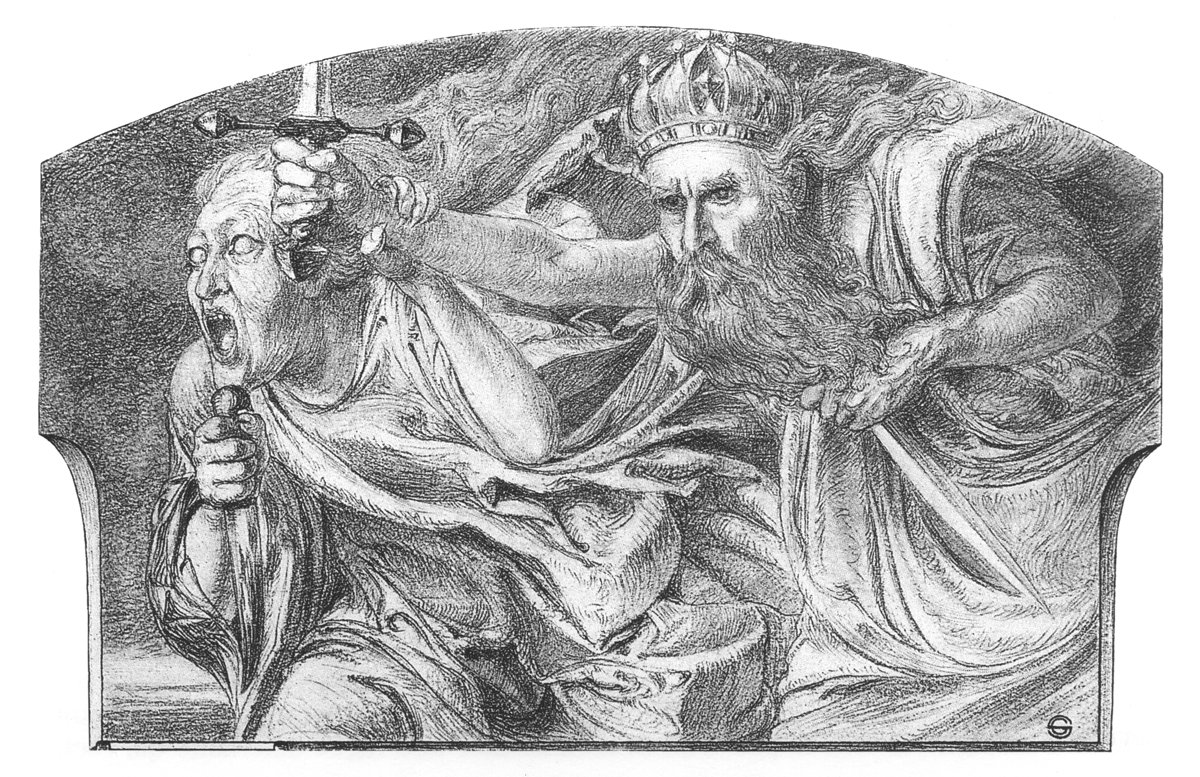
Illustration pour Paroles d'un croyant de F. Lamennais
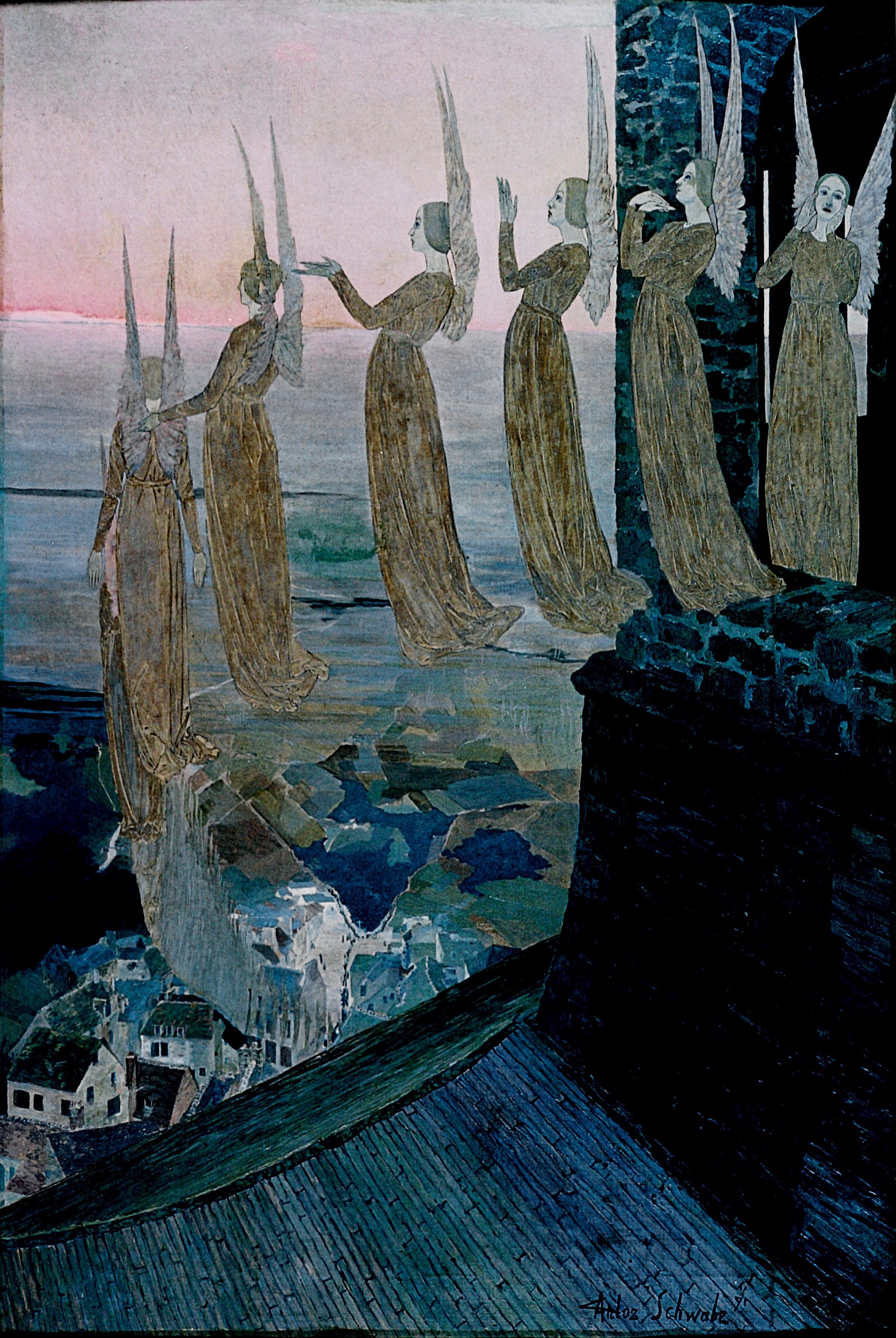
Cloches du soir, 1891
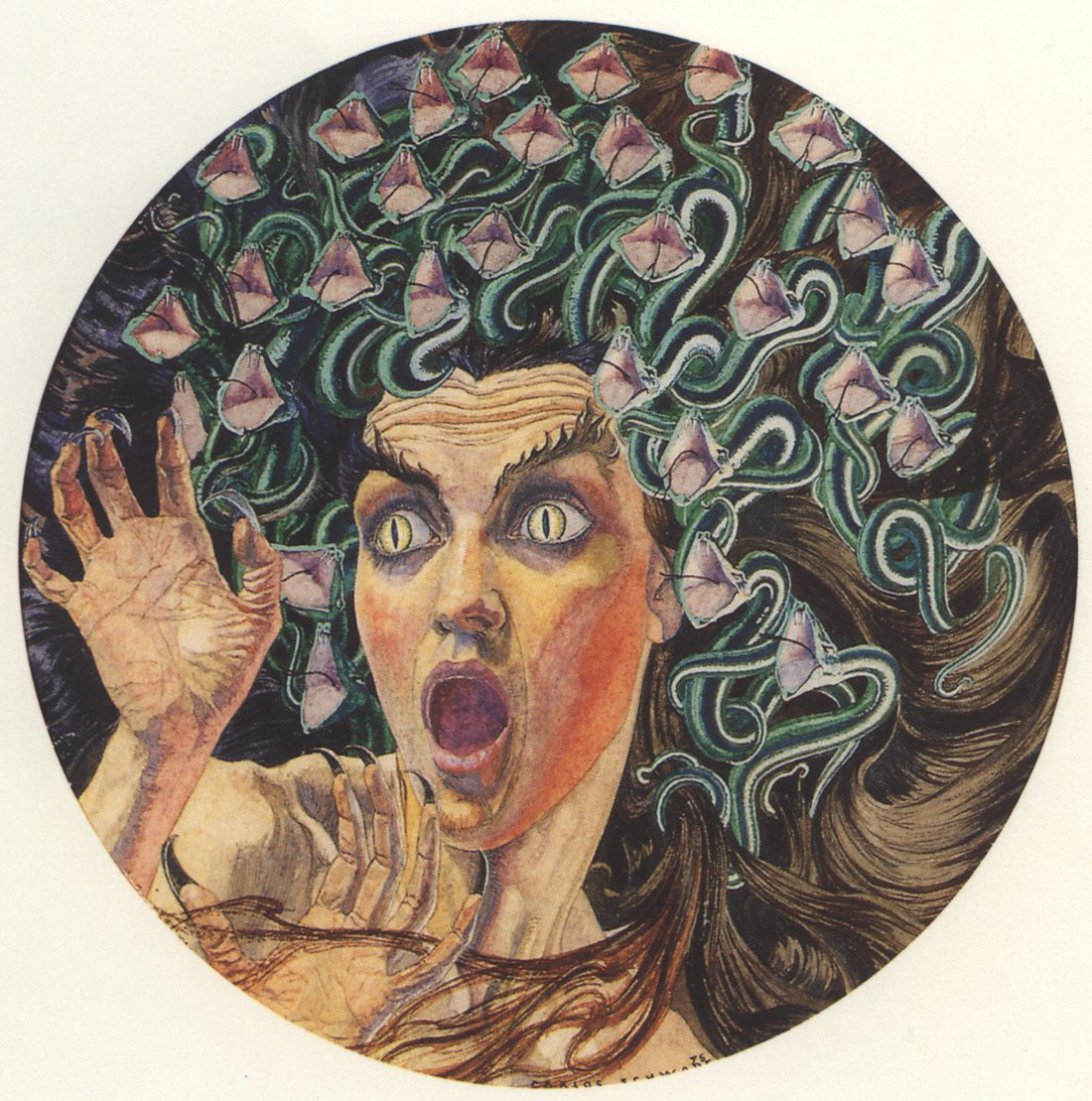
Meduse, 1895. aquarelle sur papier
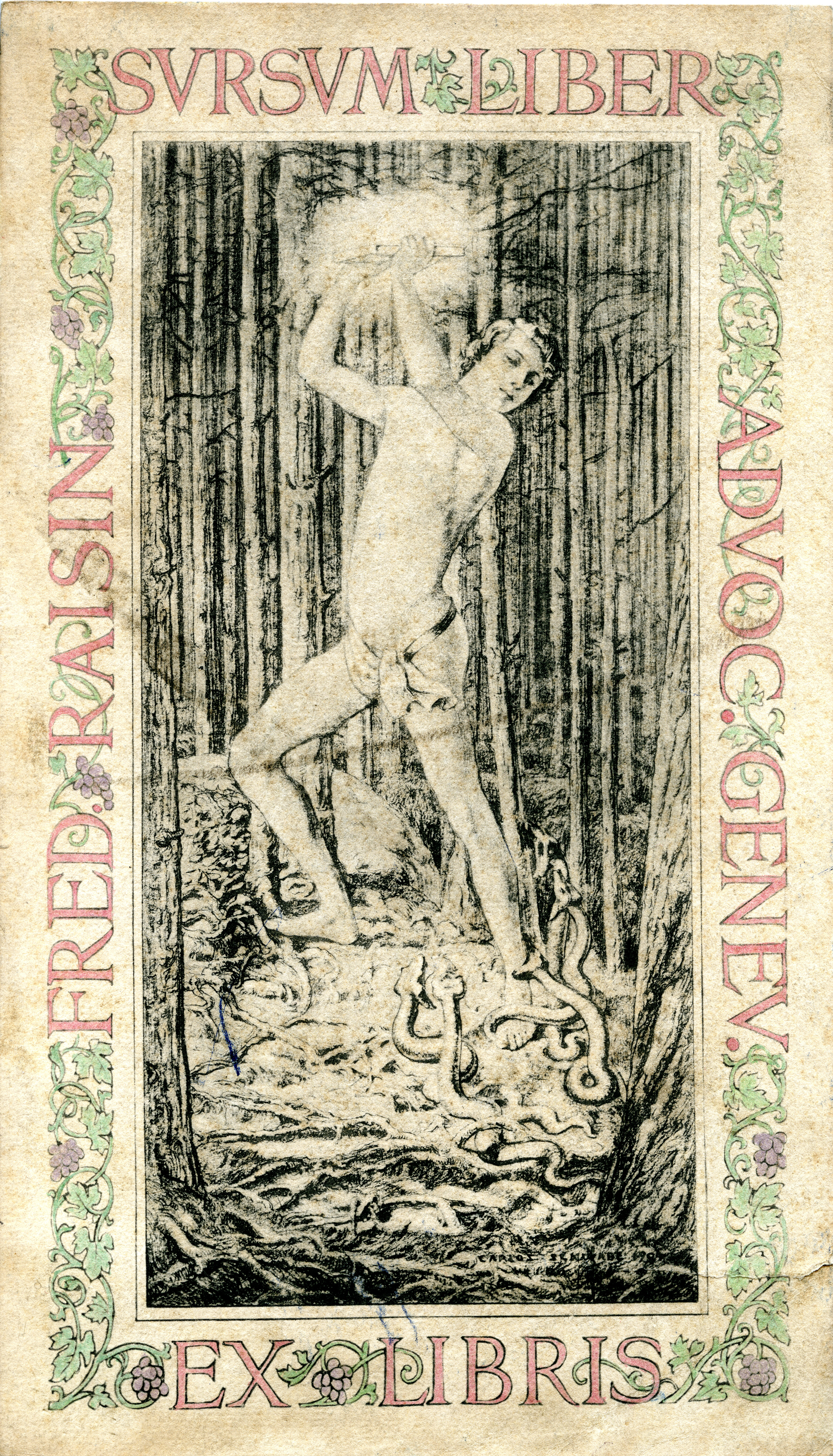
Ex-libris de Frédéric Raisin, bibliophile genevois.

## Sources
- Anna Katharina Bähler, « Schwabe, Carlos » dans le Dictionnaire historique de la Suisse en ligne, version du 14 mars 2011.
- « Carlos Schwabe », sur SIKART Dictionnaire sur l'art en Suisse.